# Brutalismo en Venezuela

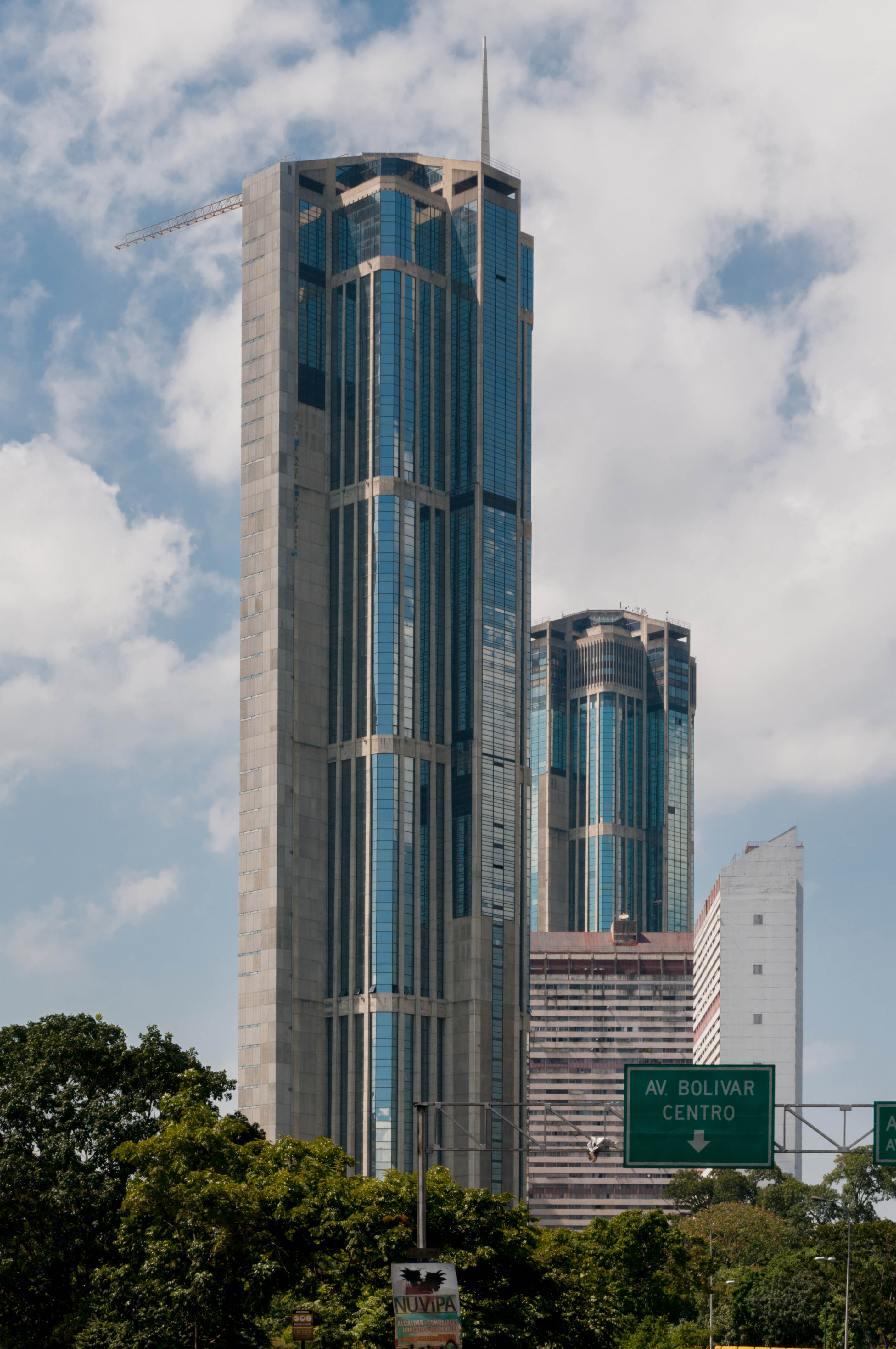
El complejo urbanístico Parque Central, ubicado en Caracas, albergó los rascacielos más altos de América Latina desde 1979 hasta 2003.

El brutalismo en Venezuela constituye una corriente arquitectónica que, a partir de mediados del siglo XX, ha marcado significativamente en la vanguardia de la arquitectura moderna del país, especialmente en Caracas, su capital. Según el Diccionario de la lengua española (DLE), se trata de un movimiento artístico caracterizado por enfatizar la naturaleza expresiva de los materiales.
La presencia del brutalismo en América estuvo influenciada por el arquitecto francosuizo Le Corbusier, quien promovió el uso del béton brut (hormigón visto) en la construcción de la Unité d'Habitation en Marsella (Francia) en 1952. En Venezuela, esta tendencia fue adoptada y reinterpretada en un contexto de bonanza petrolera, lo que permitió importantes inversiones en infraestructura y la modernización urbana.
Esto se reflejó en la construcción de diversos proyectos institucionales, educativos, culturales, religiosos y residenciales.

## Contexto socioeconómico y político
El brutalismo venezolano se inserta en el marco de la modernización impulsada por la bonanza petrolera, un período de prosperidad económica que permitió financiar proyectos arquitectónicos de gran escala. Durante los gobiernos de Marcos Pérez Jiménez (1952-1958) y las administraciones democráticas posteriores, se promovió una arquitectura que buscaba simbolizar el progreso y la modernidad. Esta orientación se manifestó en proyectos emblemáticos como El Helicoide, concebido originalmente como un centro comercial con un diseño futurista. Sin embargo, la crisis económica de los años 80, conocida como el «Viernes Negro» (1983), condicionó la suspensión o modificación de varios de estos proyectos. Como consecuencia, algunas estructuras quedaron inacabadas o fueron reasignadas a otros usos; por ejemplo, El Helicoide pasó a funcionar como sede policial. Este contexto económico y político influyó tanto en la proliferación como en el posterior abandono de ciertos proyectos brutalistas en el país.

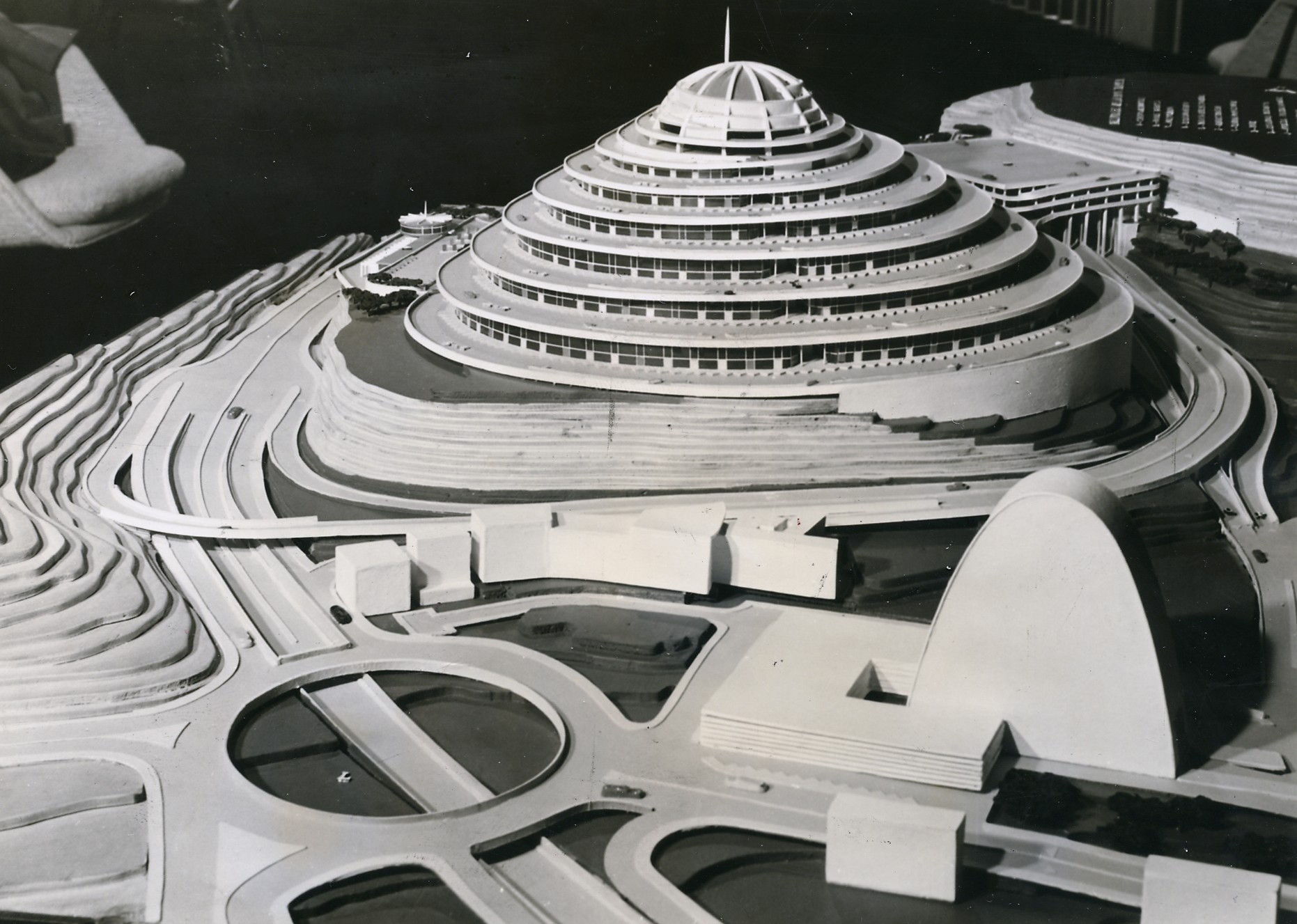
Maqueta de «El Helicoide», obra del arquitecto Jorge Romero Gutiérrez.

Según el arquitecto venezolano Carlos Raúl Villanueva, figura cardinal del modernismo en la nación, reflexionó profundamente sobre el uso del concreto:

Me gustan los materiales que, por su pobreza y sinceridad plebeya, me permiten desafiar al estúpido engreimiento del exhibicionismo.
Carlos Raúl Villanueva

Esta visión se enmarca en la influencia del arquitecto francosuizo Le Corbusier, cuyo concepto de béton brut (hormigón crudo) inspiró a una generación de arquitectos venezolanos. Es menester resaltar que, entre 1940 y 1980, Venezuela experimentó el auge de una industria cementera de envergadura, que, junto con la llegada de inmigrantes especializados tras la Segunda Guerra Mundial, permitió el uso masivo del concreto armado. La capacidad industrial y técnica del país para procesar el concreto a costos competitivos facilitó su adopción masiva en proyectos públicos y privados.

## Obras de infraestructura

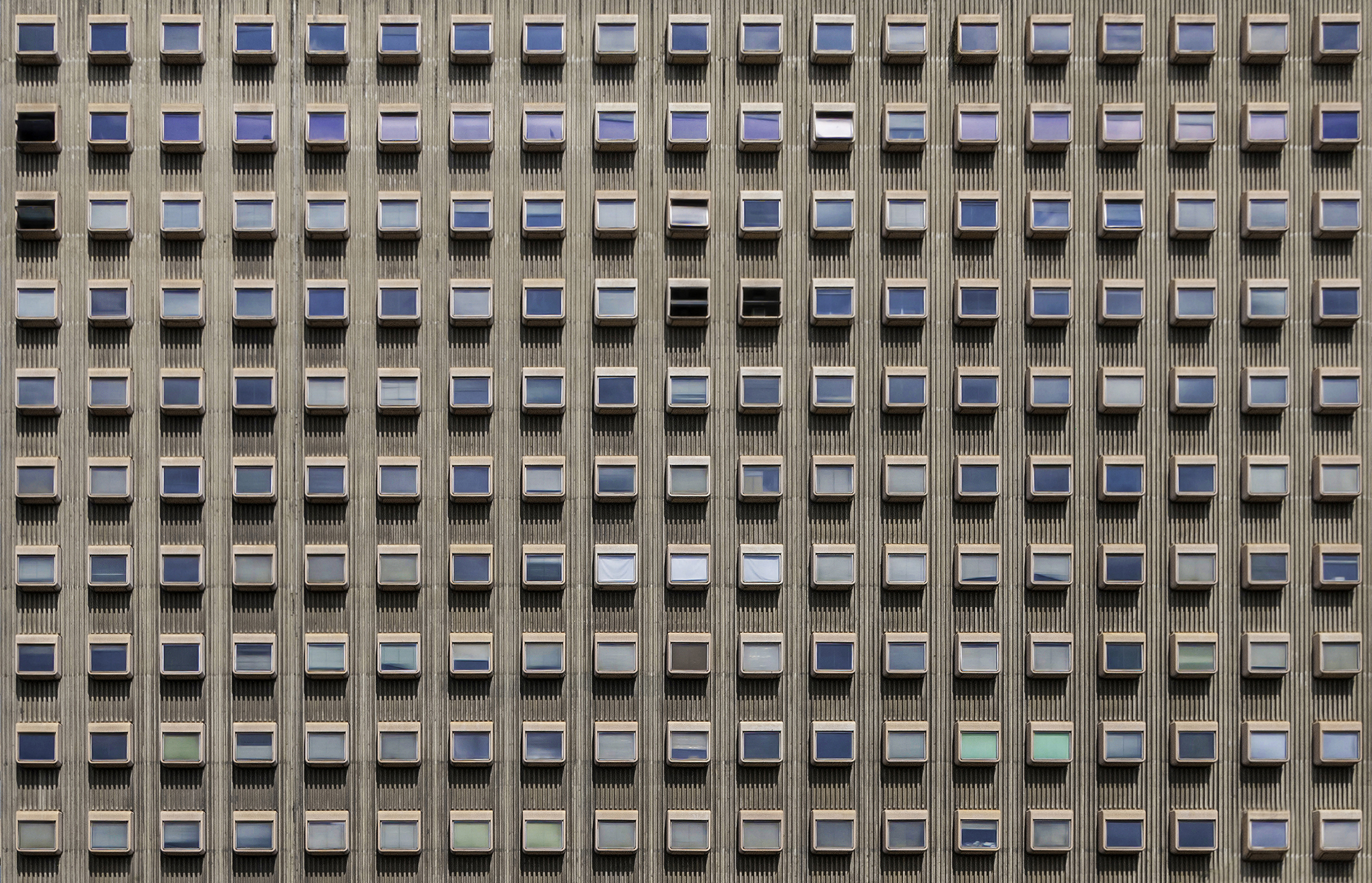
Fachada de la torre América, situado en la urbanización Bello Monte, Caracas.

Entre sus exponentes se encuentra el arquitecto Carlos Raúl Villanueva, cuya obra en la Ciudad Universitaria de Caracas, declarada Patrimonio de la Humanidad por la Unesco, es un referente del estilo. También se le atribuyen la sede del Tribunal Supremo de Justicia de Venezuela (1982) y la ampliación del Museo de Bellas Artes (1973); Jesús Tenreiro Degwitz, diseñador de la Casa Lucca-Dragone (1991) y el Consejo Municipal de Iribarren (1968); Carlos Gómez de Llarena, responsable del Palacio de Justicia de Caracas (1983) y la Torre América (1973), esta última en colaboración con Moisés Benacerraf, quien, a su vez, diseñó y construyó el Centro Comercial Bello Monte; así como Tomás José Sanabria, autor del diseño del edificio del Banco Central de Venezuela (BCV).
Especialmente en la capital, se desarrollaron varias obras brutalistas con funciones culturales y educativas, entre ellas el Teatro Teresa Carreño (1983); el Museo de Arte Contemporáneo de Caracas (1973), diseñado por Nicolás Sidorkovs; y la sede del Instituto Nacional de Capacitación y Educación (INCE) (1968), proyectada por el arquitecto Isaac Abadí.
El brutalismo también se extendió a edificaciones de carácter religioso, destacando la Catedral de San Felipe (1970) y el Santuario Nacional de Nuestra Señora de Coromoto (1980), ambas del arquitecto Erasmo Calvani.

## Galería

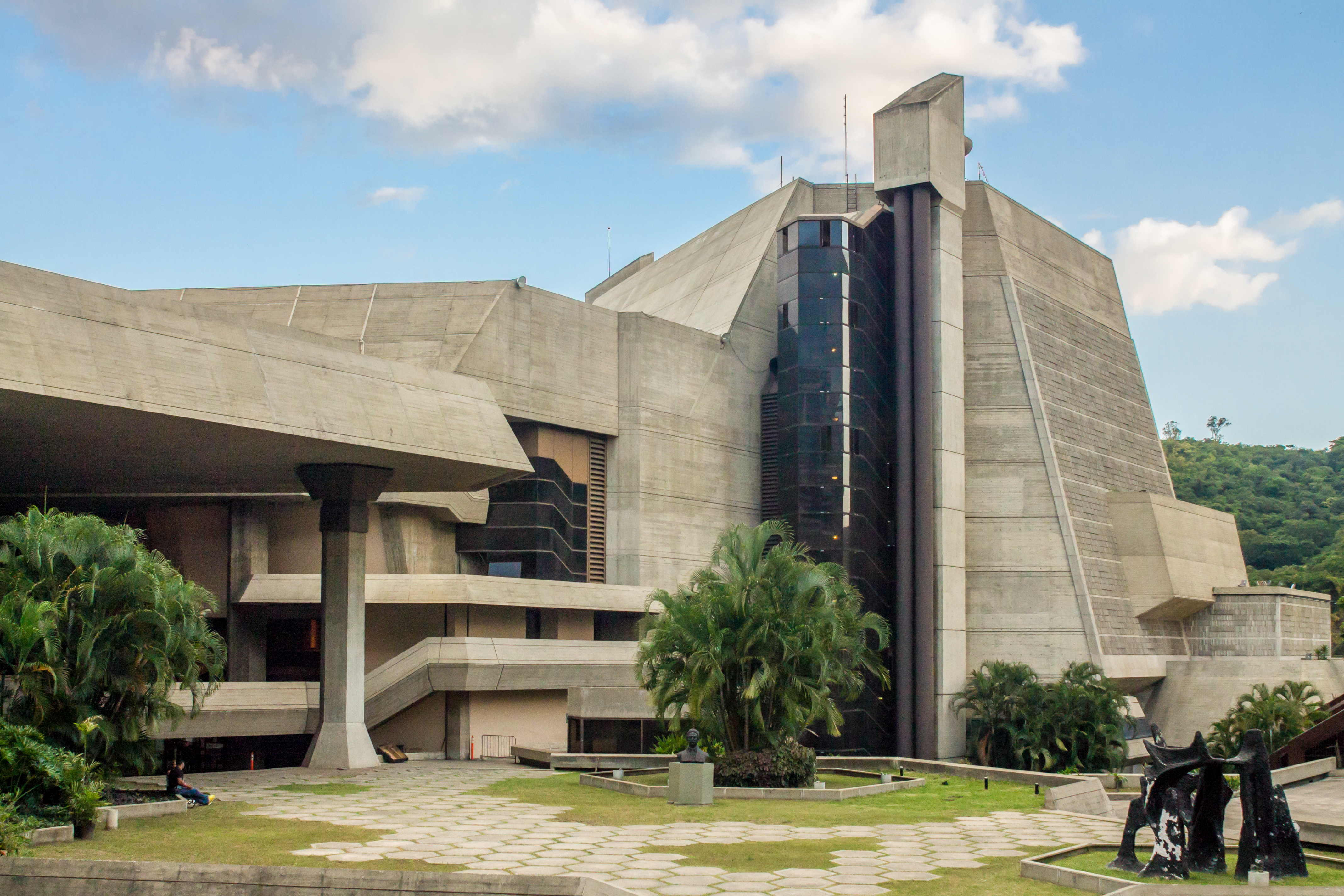
Teatro Teresa Carreño
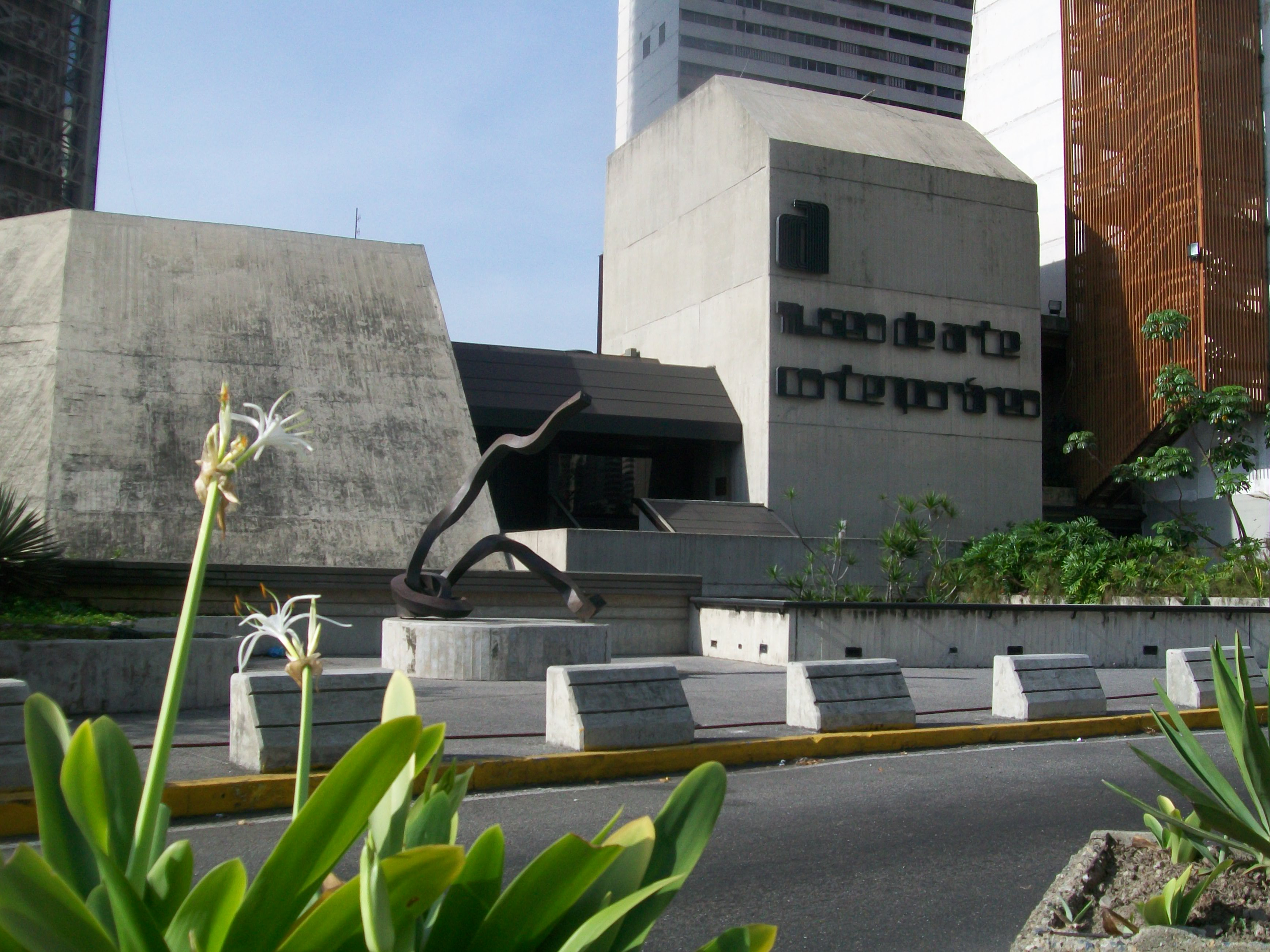
Museo de Arte Contemporáneo de Caracas
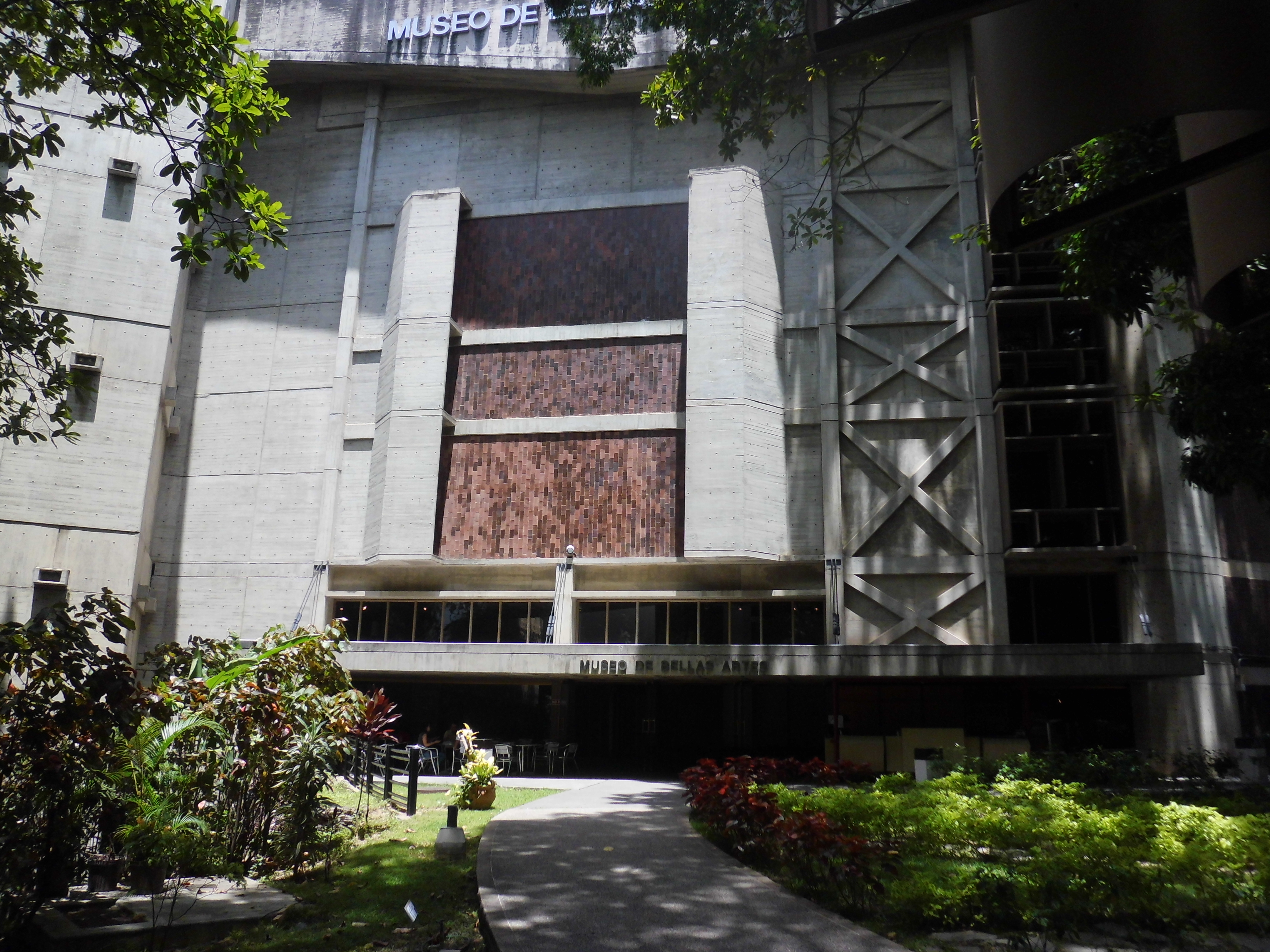
Museo de Bellas Artes de Caracas
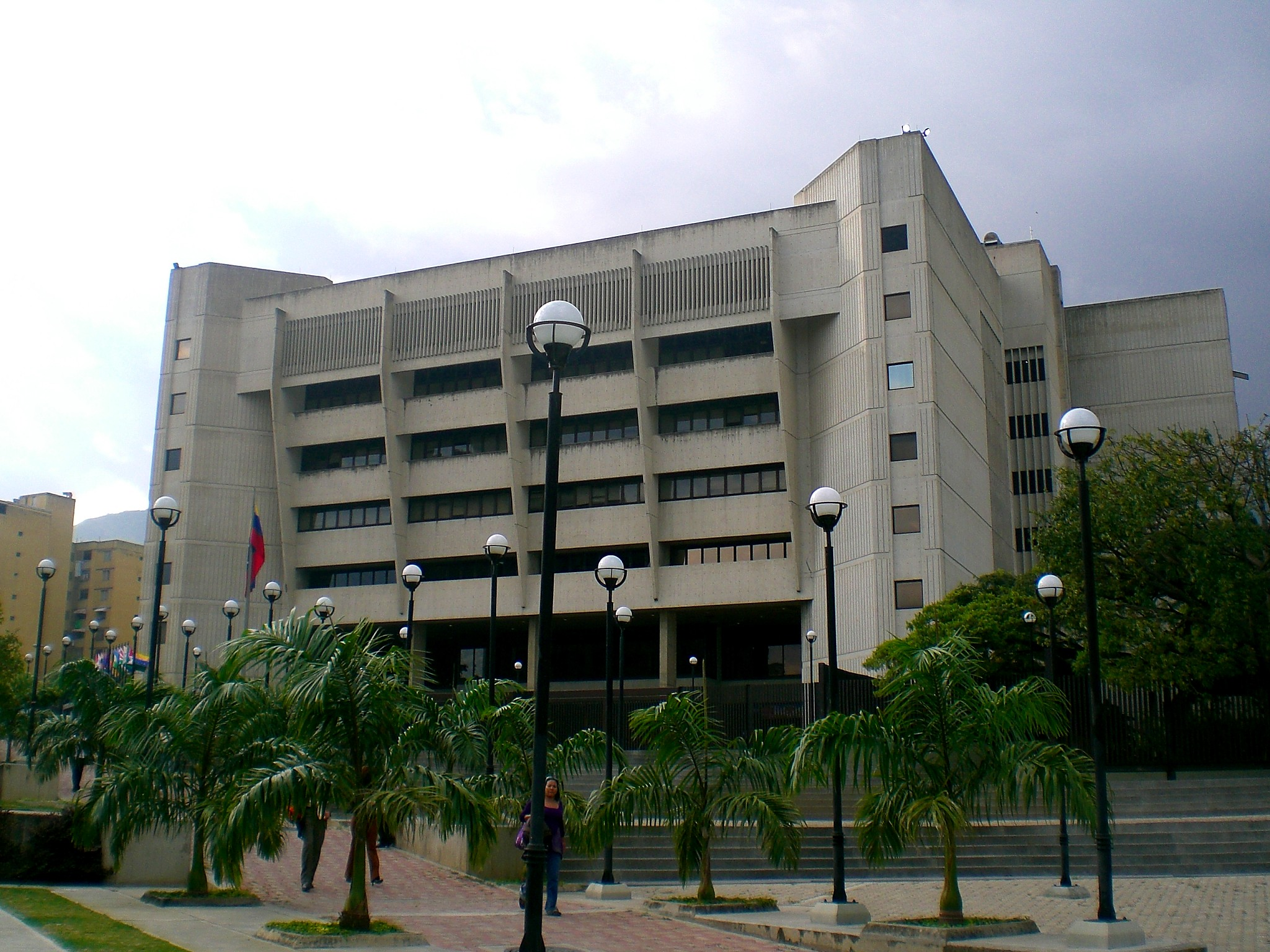
Tribunal Supremo de Justicia de Venezuela
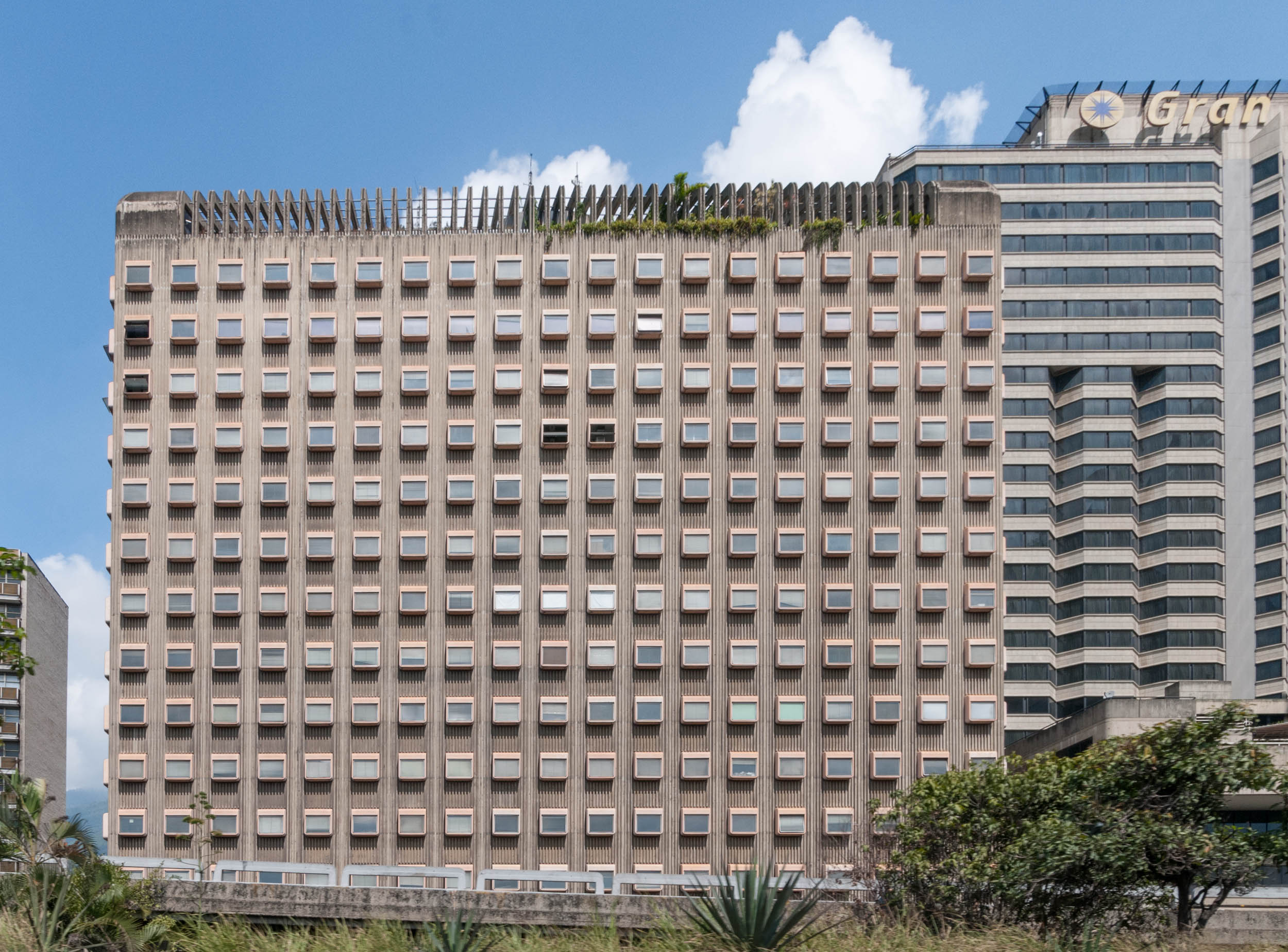
Torre América
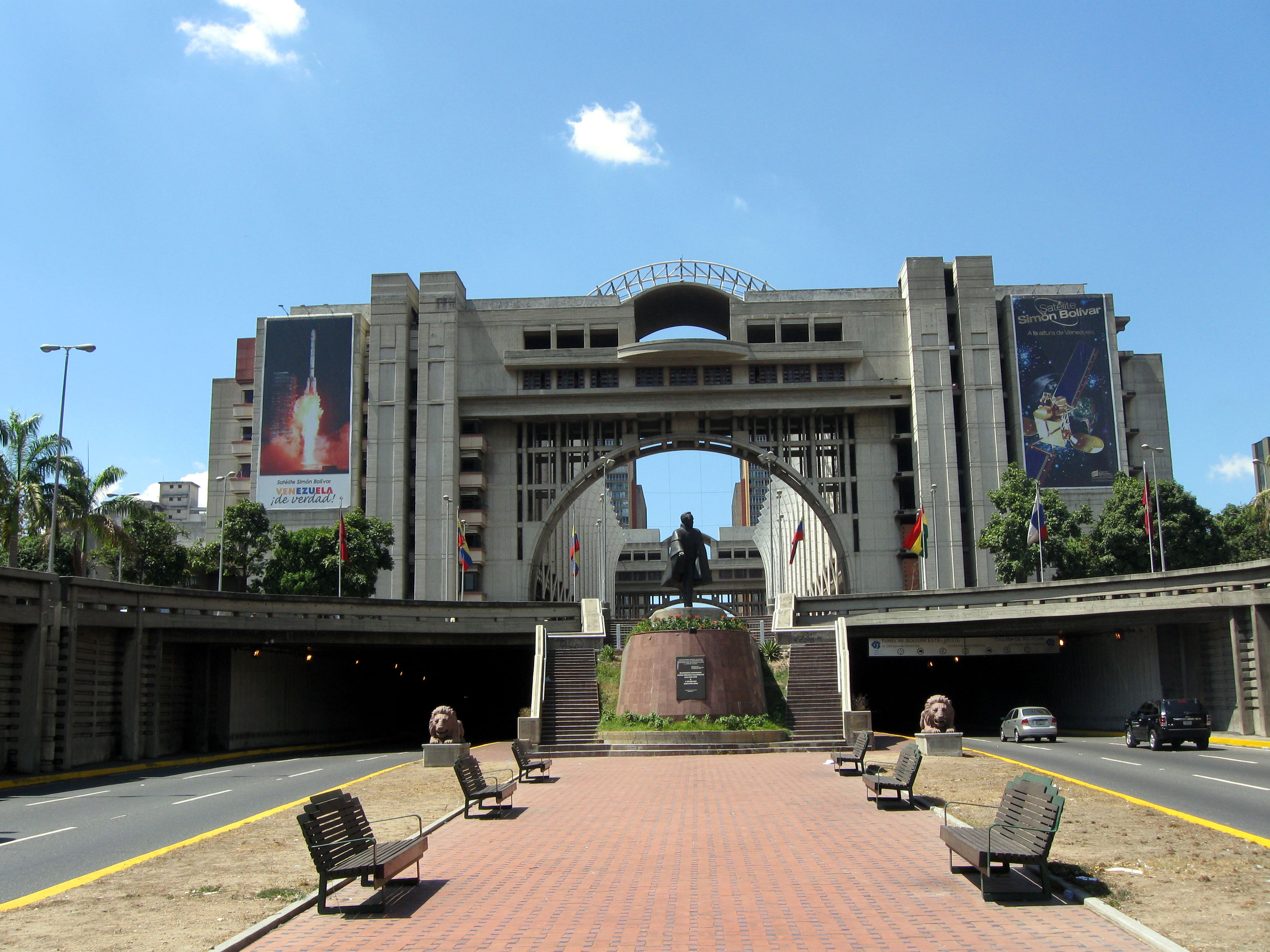
Palacio de Justicia de Caracas
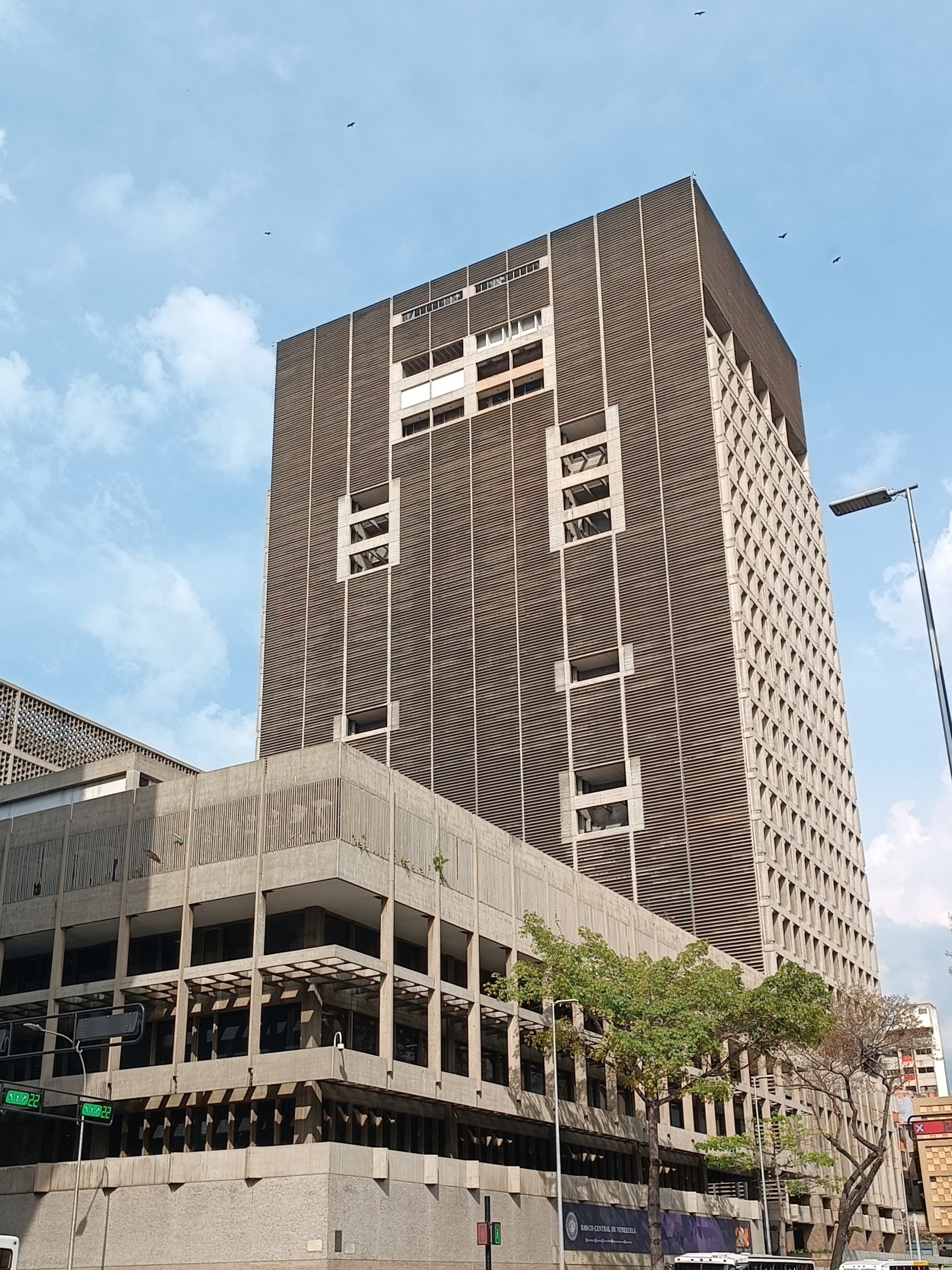
Edificio del Banco Central de Venezuela
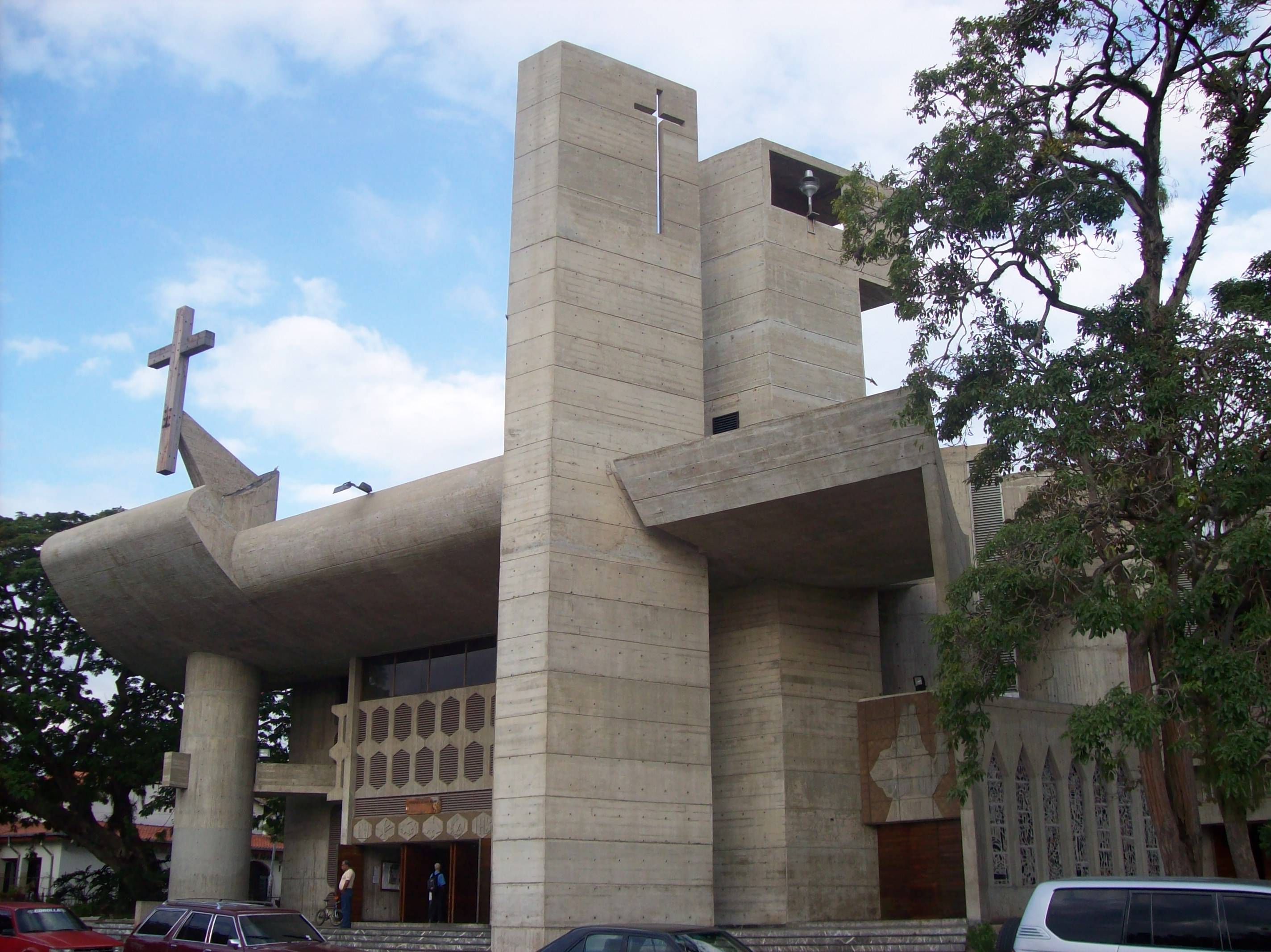
Catedral de San Felipe
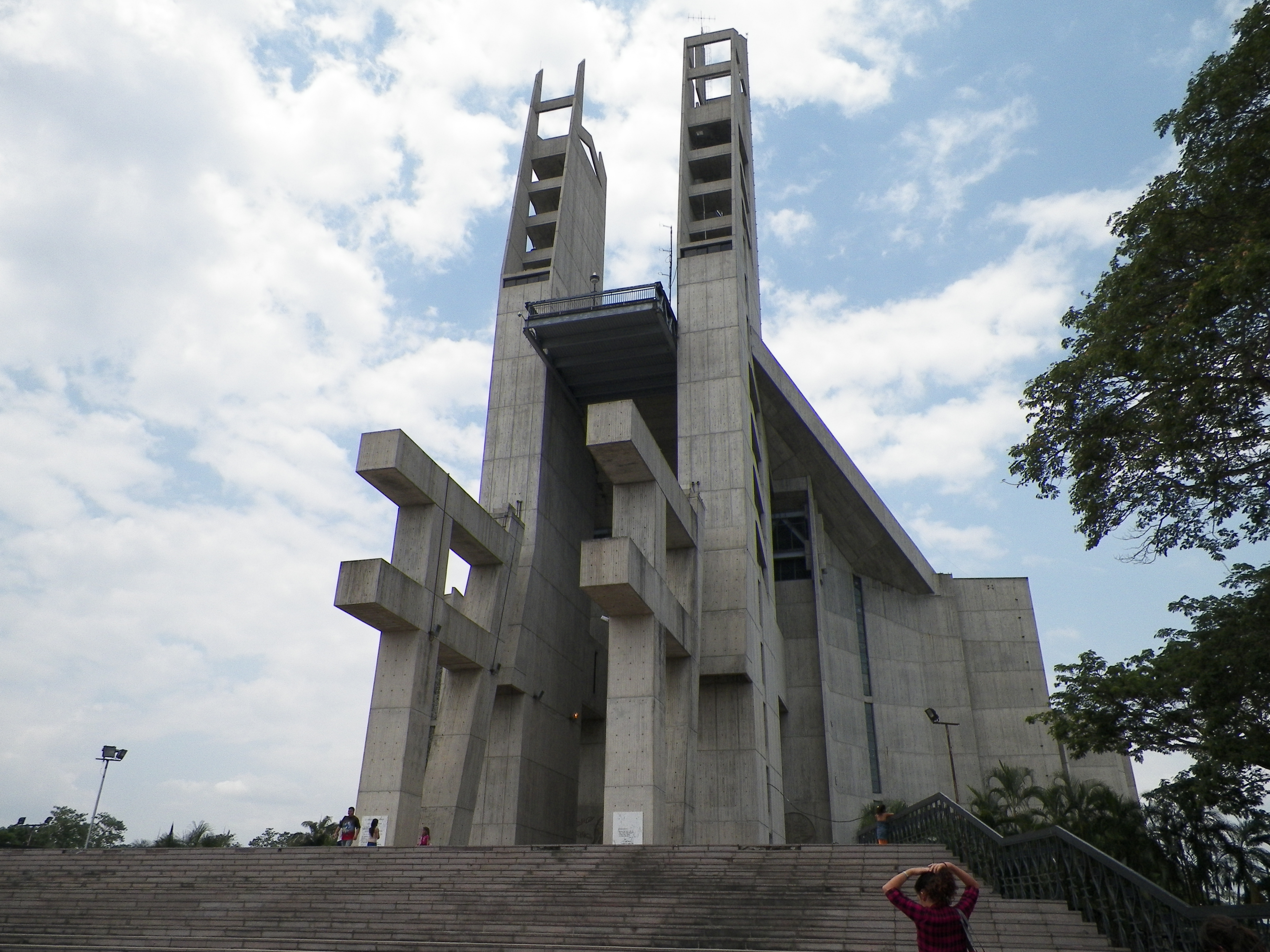
Santuario Nacional de Nuestra Señora de Coromoto